# Moulin à papier
 (6 juillet 2019).
Pour les articles homonymes, voir moulin (homonymie).

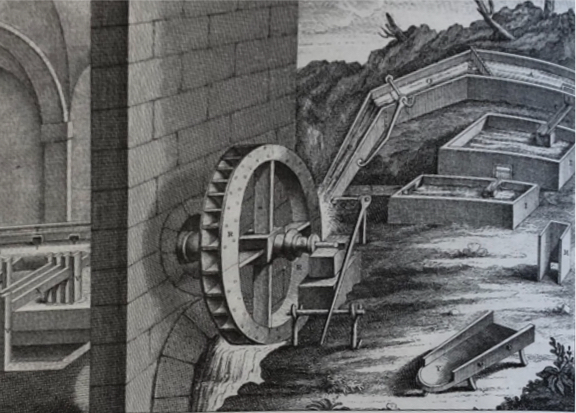
Le moulin à papier situé à la Grand'Rive en Auvergne (canal, roue, reposoirs, maillets).

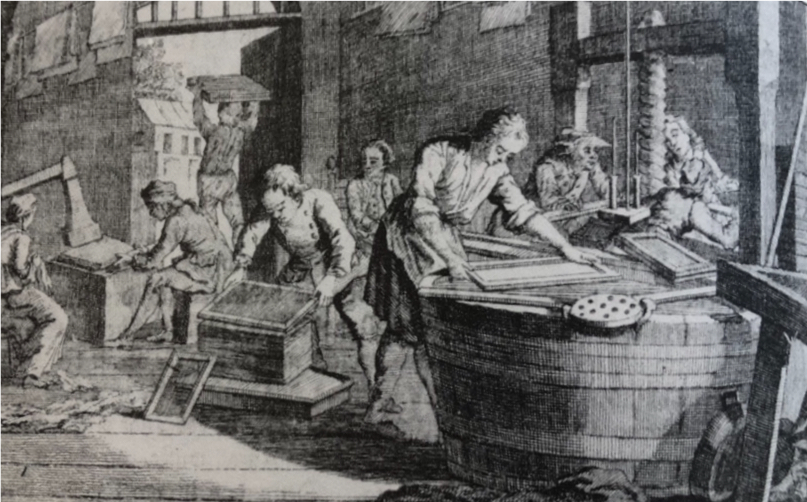
Un moulin à papier (XVIIIe siècle). À gauche, le marteau à lisser ou martinet. Gravure allemande, Leipzig 1761.

Le moulin à papier est un moulin à eau servant à la fabrication du papier. Cette technique est apparue en Europe dans l'actuelle Espagne au XIe siècle et s'est répandue dans l'Occident chrétien au Moyen Âge à la suite du retour en France et en Italie des croisés de la septième croisade. Cette technique a perduré à l'époque moderne, avant de disparaitre presque complètement avec le développement des machines à papier lors de la révolution industrielle.

## Histoire

### Origines
Dès le VIIIe siècle, le secret de fabrication du papier (à partir de soie grège, de déchets de soie et d'écorce de murier) atteint Samarcande. Le papier et ses moulins s'établissent à travers l’Asie de l'Est, puis atteignent le Moyen-Orient au XIe siècle.

### Apparition en Occident à partir desXIeetXIIesiècles
Au XIIe siècle, des marchands génois et vénitiens en relation avec le monde arabe, rapportent du papier dans leurs bagages, sans toutefois percer le secret de sa fabrication. Il faut attendre le retour des croisés de la septième croisade, longtemps prisonniers en Syrie, pour que celui-ci se développe en Europe occidentale. Le matériau de base utilisé en Occident est « la pâte de chiffe ».
Selon Justine Faucon, les moulins à papier sont apparus dans plusieurs régions de l'actuelle Espagne au XIe siècle, en Al-Andalus et à Xàtiva près de Valence. Selon Maurice Audin, cette technique s'est développée en Europe au milieu du XIIIe siècle, à la suite du retour des croisés de la septième croisade, longtemps prisonniers en Syrie. C'est une évolution du moulin à foulon.

### Développement en Occident (XIIIeauXVIIIesiècle)
L'Italie s'impose rapidement comme un centre de production de papier. Les marchands italiens, pour répondre à la croissance de la demande, font venir des techniciens pour former du personnel local. Dès le XIVe siècle des moulins à papier sont installés dans la région de Troyes, autour de Paris et dans le Comtat Venaissin, dans les nombreuses papeteries de Provence. Ils bénéficient d'un matériau de base dont le prix baisse, puisque l'utilisation de linge de corps s'est démocratisé au XIVe siècle.
En se basant sur les archives de Troyes, l'Historien Louis Le Clert affirme que le premier moulin à papier, le moulin de la Moline est construit en 1348 au bord du canal de dérivation de la Seine, à quelques kilomètres au sud de la ville de Troyes, alors capitale de la Champagne. De nombreuses régions s'équipent peu à peu : la Savoie, le Vaucluse, l'Auvergne, le Languedoc et les Charentes, les Italiens aidant l'installation de ce genre de bâtisses en France. Ainsi, le moulin de Carpentras est fondé en 1374 par un Italien de Florence, et de nombreux Italiens participent à la mise en marche de moulins de la région d'Avignon. Au milieu du XVe siècle, la production française suffit pour satisfaire sa consommation et les moulins en Champagne commencent à exporter leur fabrication.
Avant l'invention de l'imprimerie, les moulins s'étaient installés de façon isolée en région parisienne, en Lorraine, Franche-Comté, Périgord et à Toulouse, près des centres de production de livres ; au milieu du XVe siècle, la Normandie, la Bretagne et l'Auvergne s'équipent à leur tour, puis la région d'Angoulême se développe rapidement. La France devient ainsi, après l'Italie, le fournisseur de l'Europe. Avec le développement de l'imprimerie au XVIe siècle, la demande en papier connaît une forte hausse, augmentant considérablement la production papetière des moulins français.

### Quasi-disparition avec la révolution industrielle
La technique des moulins à papier sera utilisée jusqu'au XIXe siècle, époque à laquelle le procédé Kraft et la machine à papier accélèrent la disparition de la plupart des moulins de ce type.
La révolution industrielle anglaise et la création de la machine à papier au XVIIIe siècle auront raison de l'utilisation des moulins à papier et seuls quelques bâtiments survivront à ce siècle. Aujourd'hui ils sont principalement utilisés comme monuments touristiques et certains fonctionnent encore pour préserver l'artisanat local et produire du papier de qualité supérieure.

## Description technique
Les moulins s'établissent dans les vallées qui recueillent des eaux très pures et non calcaires, ainsi qu'à proximité des centres importants d'imprimerie. La proximité d'une ville s'avère intéressante pour deux raisons : la production de la chiffe et l'écoulement de la marchandise chez les imprimeurs. En effet, c'est à la ville que l'on consomme le plus de linge et que le ramassage par le chiffonnier d'une quantité importante de chiffons s'organise peu à peu, et c'est là que se sont installés les premiers imprimeurs.
Au niveau de la construction du moulin, que les murs du moulin soient de pierre de taille ou de maçonnerie, il n'importe ; mais il faut songer que les rudes secousses qu'il éprouvera demandent la plus grande solidité.
Aujourd'hui encore, les moulins en activité sont organisés de la manière suivante : le bâtiment est en pierre, il a deux ou trois niveaux ; le rez-de-chaussée, construit au niveau de la roue, abrite la salle des piles à maillets (parfois aussi dérompoir et le pourrissoir) ; le premier étage est réservé au logement du papetier (avec une ou deux salles de manutention) et deuxième étage (grenier) est l'étendoir : C'est là que l'on met à sécher les feuilles encore humides.

### Le bief
C'est le canal de dérivation du cours d'eau qui alimente la roue à aubes ; il se sépare en deux mètres du moulin, une partie de l'eau, soigneusement filtrée, va s'écouler directement dans la salle des piles pour servir à la préparation de la pâte papier ; l'autre partie, la plus importante, est dirigée sur la roue par un chéneau : Un système de vannes permet d'en régler le débit selon les saisons.

### La roue à aubes
Elle est solidement construite en bois et souvent cerclée de fer aujourd'hui. Bien entretenue et conservée dans l'humidité, une roue de moulin peut servir pendant trente ou quarante ans. La roue d'un moulin à papier, installée à l'extérieur du moulin, tourne lentement, entre 10 et 16 tours par minute.

### La salle des piles à maillets
Comme tout le rez-de-chaussée, elle est bâtie au niveau de la roue; le plus souvent, la pièce est voûtée et faiblement éclairée par de petites lucarnes. Le vacarme y est assourdissant, car c'est là que bat le cœur du moulin : 
« Toute la machine est en mouvement et semble animée. La roue par son action fait jouer alternativement tous les maillets en cadence; leurs lourdes masses relevées sans cesse et retombant à chaque instant, brisent, écrasent, broient le linge sous leurs coups redoublés. Tous les environs en retentissent et le moulin lui-même en est ébranlé. » - Imberdis
Les piles à maillets : « C'est dans la pile qu'on fait le papier », disait un ancien papetier ; la pile est l'élément essentiel du moulin ; c'est là en effet, entre marteau et auge, le chiffon, baignant dans l'eau, est déchiqueté pour permettre la fabrication de la pâte.
Chaque pile a sa fonction propre : Les piles drapeaux, font le premier pilonnage du chiffon, c'est-à-dire qu'elles défibrent ou dégonflent le tissu de lin, de chanvre ou de coton (elles séparent grossièrement les fils de chaîne des fils de trame) ; le courant à effilocher ou à drapeler, appelées aussi anges d'eau continu opère un premier lavage des fibres et il faut de douze à dix huit heures pour un bon défilage, selon la dureté des piles; les fibres deviennent plus petites, rendant la pâte plus homogène; selon le type de papier désiré, faut y laisser la pâte de dix à douze heures, avec très peu d'eau.
Après égouttage, on passe aux piles à affleurer ou affleurantes, qui donneront à la pâte un dernier degré de finesse : la pâte, sans aucune circulation d'eau, y reste moins d'une heure, le temps de se mélanger à la colle et à l'alun (si l'on procède à l'encollage dans la masse) ou a couleur (azurage ou coloration). On laisse égoutter la pâte bien affinée un moment, mais pas trop longtemps, surtout en été où elle ne se conserverait pas.
Les maillets, appelés aussi marteaux ou pilons, sont des madriers de bois (en chêne autrefois, en pin aujourd'hui); le maillet est emmanché sur un levier appelé queue de maillet qui pivote sur un axe, permettant son mouvement ; chaque maillet, en retombant dans l'auge, entraîne un peu de pâte vers le maillet suivant : Cette cadence de frappe des maillets qui se soulèvent successivement permet à la pâte de se défibrer d'une façon homogène, grâce à un mouvement giratoire. La tête du maillet, ou gorge, renforcée par un cerclage de fer, est garnie d'un grand nombre de clous tranchants, permettant le déchiquetage des chiffons. Chaque maillet a un rythme de 40 coups à la minute.

## Étapes de l'utilisation du moulin à papier
(Doizy et Fulacher 1997)

### Le dérompoir
Tout commence par le découpage en fine bandes des chiffons au dérompoir afin d’éliminer les imperfections du tissu. C'est là que se fait le découpage des chiffons; il est situé au rez-de-chaussée du moulin, soit dans une pièce qui lui est réservée, soit dans un coin de la salle de cuve; parfois il est à l'étage et l'on fait descendre le chiffon coupé par une petite trappe jusqu'à l'étage inférieur Le découpage des chiffons se fait traditionnellement avec une lame de faux, fixée verticalement sur un établi, le dos opposé la face de l'ouvrier qui passe les chiffons sur la lame tranchante et les coupe en tirant vers lui. Les pattes humides sont découpées en petits morceaux d'environ 5 cm de longueur et on les porte ensuite dans la pile à maillets.
Les fines bandes de tissu sont ensuite transformées en pâte à papier affinée après avoir été mélangées à de l’eau et passées dans les piles dont la « pile hollandaise » de la salle des piles à maillets du moulin à papier.

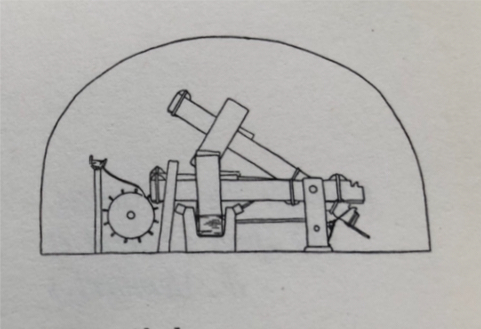
Détail des marteaux sous la voûte du moulin

### Le pourrissage
Avant l’arrivée des dérompoirs dans les moulins les ouvriers avaient recours au pourrissage des tissus pour en amollir les brins avant de les passer dans les piles à maillets (la pile hollandaise n’apparaît qu’au XVIIIe siècle).
Pour le pourrissage, le gouverneur (homme de confiance du patron), arrose les chiffons d'eau afin d'activer la putréfaction des tissus. Cette opération appelée mouillade doit se renouveler régulièrement : elle peut durer d'une à douze semaines selon les saisons et selon la nature de la chiffe. Le pourrissage donne au papier une teinte naturelle, légèrement crème. L'inconvénient majeur de cette opération était une perte importante de la matière première, qui pouvait aller jusqu'au tiers. Aujourd'hui, n'ayant plus recours au pourrissage, le dérompage se fait à sec.
Par la suite, il est ajouté de la colle à la pâte pour que le papier soit moins absorbant. À partir du XVIIIe siècle on ajoute également des fibres de pins, linters ou eucalyptus dans la pile hollandaise afin de façonner l’armature du papier. Après cela, on peut procéder au transfert de la pâte à papier dans une cuve en cuivre. On passe alors au brassage de la pâte afin que celle-ci devienne le plus homogène possible.

### Le travail de l'ouvreur

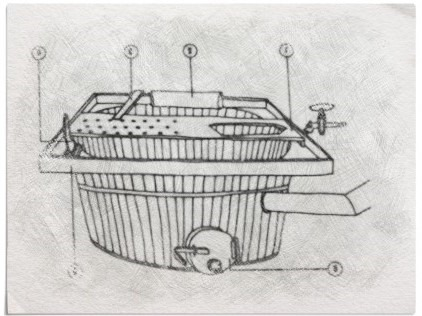
Dessin de la cuve. 1. Planche, 2. Chaise, 3. Planchette, 4. Égouttadou (perroquet, rossignol), 5. Garniture, 6. Pistolet.

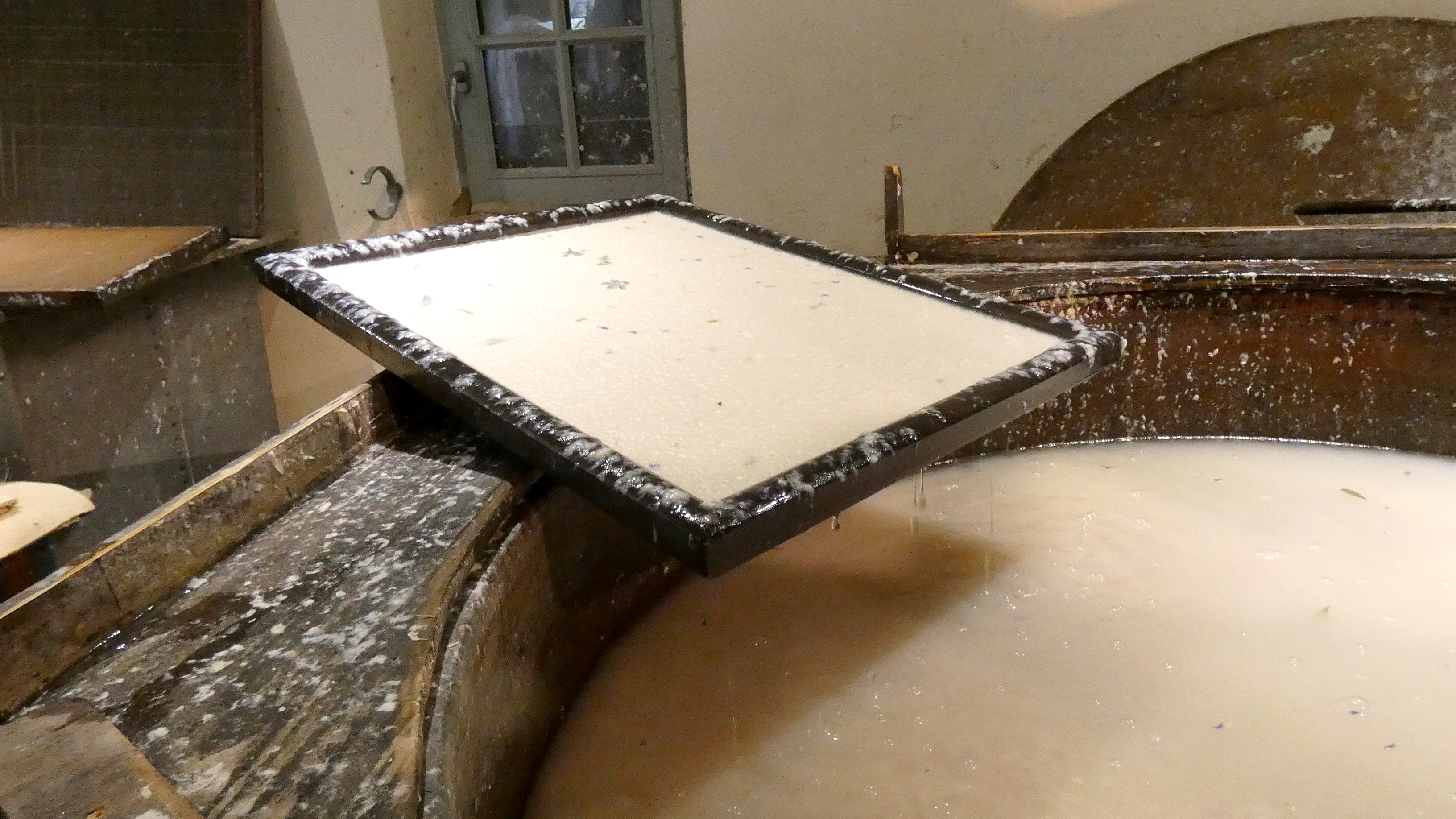
Forme à l'égouttage (Grand Moulin de Sainte-Suzanne).

Une fois cette étape importante réalisée, un ouvrier appelé ouvreur se charge de l’immersion d’une forme aux dimensions de la feuille voulu dans le liquide obtenu. La forme/le moule, est constitué(e) de deux parties, le châssis et la couverte.
D'un mouvement de va-et-vient, le maître-papetier égalise la pâte dans la forme en bois. Ensuite, il laisse égoutter la feuille naissante de sorte qu’elle termine de prendre entièrement forme.

### Le travail du coucheur
L’ouvrier coucheur se charge alors par la suite de retourner la feuille sur une pièce de drap de laine appelée feutre. Il la recouvre d'un autre feutre et ainsi de suite jusqu'à obtention d’une pile de 100 à 250 feuilles appelée porse. Cette porse est ensuite passée sous une presse.

### Le travail du leveur

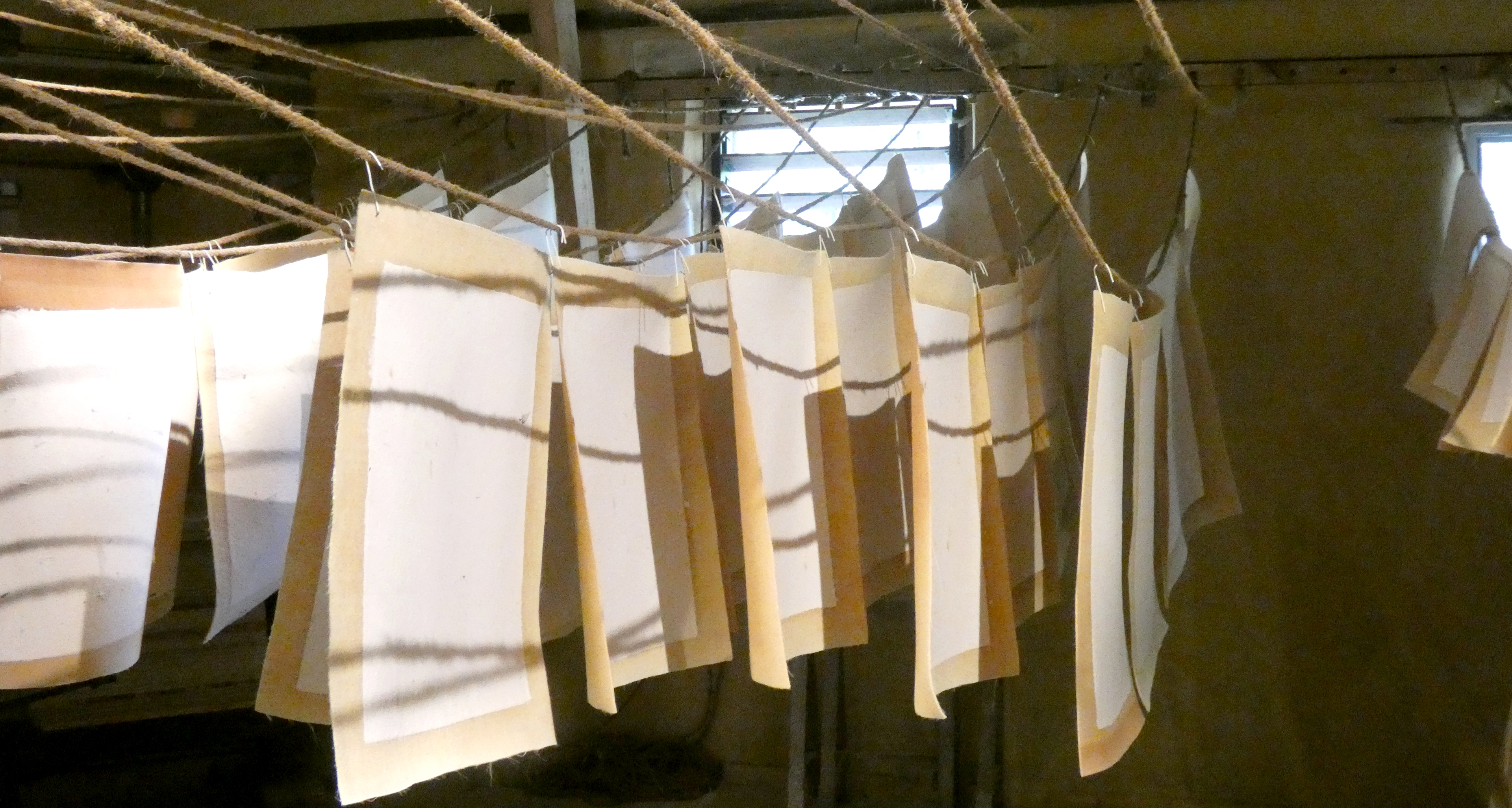
Feuilles au séchage (Grand Moulin de Sainte-Suzanne).

Après cela, l’ouvrier leveur sépare les feuilles de papier des feutres sur lesquelles elles ont été déposées et intercalées. Une fois bien séparées, on procède à l’étendage des feuilles sur des cordes afin qu’elles puissent sécher.
Sèches, les feuilles sont de nouveau rassemblées en une pile afin qu’elles reprennent leur forme plane. Une fois les plis des feuilles (dû aux cordes sur lesquelles elles ont séché) disparus, les feuilles passent à l’étape finale du laminage pour être polie afin de parfaire leur surface. À noter qu’avant la mise en place de laminoir dans les moulins à papier, le laminage était effectué par les ouvrières lisseuses à l’aide d’une pierre de silex.

## Moulins à papier: expansion et déclin

### L'expansion des moulins à papier
Le développement de l'imprimerie au XVIe siècle a conduit à une  demande en papier croissante. De ce fait, la production papetière des moulins français augmenta considérablement, ce qui fit la richesse de certains propriétaires. Ce fut le cas de nombre d'exploitants auvergnats aux papiers très recherchés pour leur qualité. Les papiers d'Ambert et d'Annonay étaient réputés pour la qualité de leur papier, contrairement à des autres formes de papiers considérés comme grossier, jaunâtres ou grisâtres.

### Le déclin des moulins à papier en France
La chute de la production amorcée depuis la fin de l'Ancien Régime recommença au début du siècle suivant. Une de ses causes étaient notamment la concurrence puissante des papeteries équipées des nouvelles machines à papier. Il n'y avait déjà plus que trente moulins dans les trois vallées en 1815, et à peine une dizaine en 1826. Trois d'entre eux survécurent néanmoins jusqu'au début du XXe siècle. Les raisons de la fin de la papeterie ambertoise reposent sur deux facteurs majeurs. Le premier est d'ordre géographique, l'autre d'ordre technologique.
L'absence de moyens de communications fut un handicap important pour les moulins d'Ambert, que ce soit pour l'acheminement des marchandises mais aussi pour l'acheminement des matières premières (chiffons, colles, charbon, etc.)  Coincée entre les monts du Livradois et les monts du Forez qui culminent entre 1200 et 1 600 m d'altitude, Ambert où coule la Dore, affluent de l'Allier, et où se tiennent les Trois vallées, est éloignée des grandes voies routières et fluviales. Cet éloignement occasionnait des frais importants pour le transport. Cela a conduit au doublement du prix de revient du papier.
La marchandise, expédiée vers Paris, Clermont, Lyon ou Toulouse, pour ne citer que les principales destinations, était acheminée par des voituriers qui devaient emprunter de bien mauvais sentiers, mal entretenus, abîmés par les pluies.
On comprend mieux alors l'inconvénient de position géographique d'Ambert qui compliqua tant la tâche des papetiers. Un tel commerce, déjà difficile avant le XIXe siècle, ne pouvait pas survivre lors de la période moderne qui exigeait des délais de livraison de plus en plus rapides.

## Quelques moulins à papier en France
- Le moulin à papier de Richard-de-Bas, situé à Ambert (Puy-de-Dôme), encore en activité et classé monument historique ;
- Le moulin à papier de Brousses à Brousses-et-Villaret (Aude) qui est l'un des derniers moulins à papier d'Europe et encore en activité ;
- Moulin de la Rouzique (Anciennes papeteries de Couze-et-Saint-Front) à Couze-et-Saint-Front (Dordogne) ;
- « Vallis Clausa, tradition papetière » à Fontaine-de-Vaucluse (Vaucluse), ancienne papeterie du XVe siècle qui a conservé ses battoirs en bois actionnés par une roue à aubes ;
- Moulin de Pen Mur à Muzillac (Morbihan) moulin transformé en moulin à papier au milieu du xxe siècle ;
- Le moulin à papier de la Tourne, situé à Porte-de-Savoie (Savoie) en région Rhône-Alpes, encore en activité ;
- Le moulin du Verger à Puymoyen (Charente) est un des plus anciens moulins à papier du département ;
- Plusieurs moulins à papier situés à Vieux-Vy-sur-Couesnon (Ille-et-Vilaine) ont permis l'essor de la ville au XIXe siècle.

### Webographie
- « Accueil - Moulin à Papier Traditionnel de Sainte-Suzanne », sur Moulin à Papier Traditionnel de… (consulté le 25 décembre 2023)
- « Moulins à Papier de Corrèze - 17 », sur lespapiersdumoulin.com (consulté le 25 décembre 2023)
- « FABRICATION », sur moulin-vallisclausa.com via Wikiwix (consulté le 25 décembre 2023)